# Stora Skuggans skjutbanor

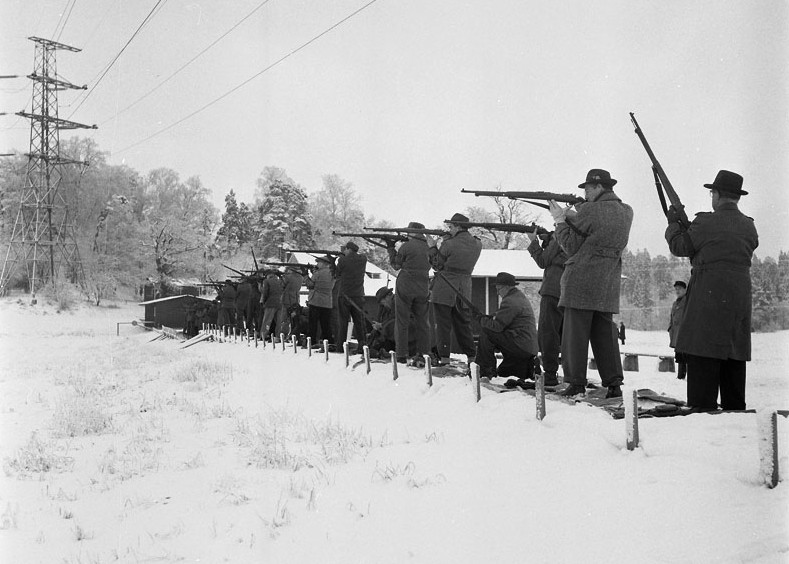
Skarpskyttar hälsar enligt tradition det nya året välkommet med svensk huvudskjutning, Stora Skuggan, 1 januari 1953.

Stora Skuggans skjutbanor var civila tävlingsbanor för skytte på Stora Skuggan, Norra Djurgården, Stockholms kommun. Anläggningen öppnade 1906 och lades ned 1978. Här arrangerades bland annat skyttetävlingarna vid Olympiska sommarspelen 1912. De gamla skjutbanorna är idag ett rekreationsområde med bland annat en anlagd sjö, en 4H gård och en amfiteater. Området är en del av Kungliga Nationalstadsparken.

## Historik

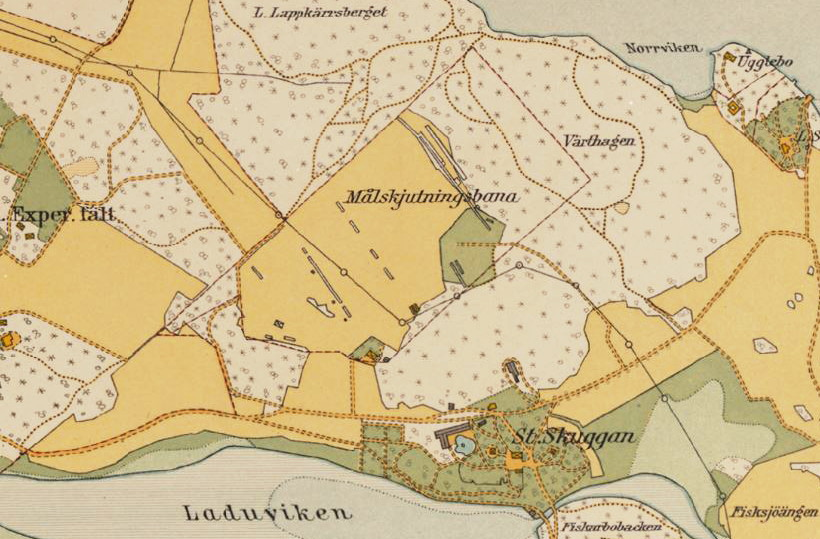
Stora Skuggans skjutbana 1930-tal.

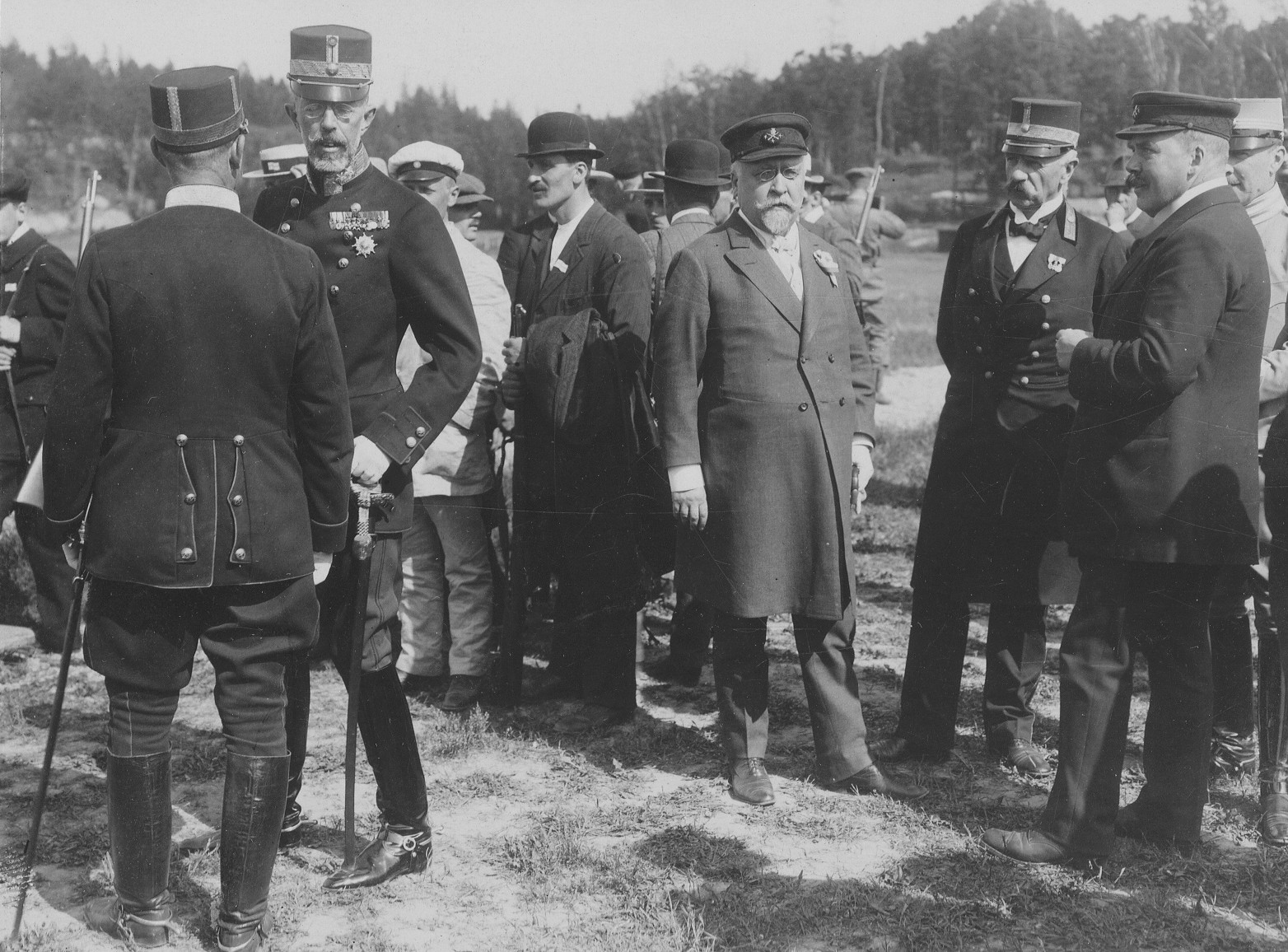
Riksskyttetävlingarna 1913, kung Gustaf V i samtal med general Gustaf Uggla (t.v.)

Stora Skuggans skjutbana byggdes kring sekelskiftet 1900 för Stockholms Stads frivilliga skarpskytteförening. Staten beviljade 4 000 kronor för banan och Stockholms stad lika mycket till uppförande av en paviljong. Förslaget att anlägga en större, modern skyttebana kom från Skolungdomen i Stockholm skytteförening som menade att den befintliga banan borde ”tillbyggas för föreningarnas gemensamma räkning och samtidigt ombyggas med fullt moderna anordningar”.  
Den nya banan stod färdig till 1906 års riksskyttetävling och kostade cirka 50 000 kronor att bygga. Anläggningen var då den största tävlingsbanan för skytte i Sverige. Stora Skuggan kom att bli något av en nationalarena för svenskt skytte. Här och på närbelägna Kaknäs skjutbanor arrangerades exempelvis skyttetävlingarna vid Olympiska sommarspelen 1912. Under många år ägde den traditionella svenska huvudskjutningen rum då skarpskyttar hälsade det nya året välkommet. I anslutning till skjutbanan låg restaurangen Skarpskytten.

## Nedläggning
Skjutbanan lades ned 1978 eftersom bullret därifrån störde de boende i universitetsområdet. Dåvarande Livgardets dragoner (K 1) nyttjade skjutbanorna ett antal år in på 1980-talet. Därefter blev området tillgängligt för allmänheten. Landskapet omgestaltades i Kungliga Djurgårdens Förvaltnings regi och marken sanerades från bly. Bland annat anlades promenadstigar och en stor amfiteater samt den konstgjorda sjön Solfångardammen. 1983 invigdes Stora Skuggans 4H-gård med stall, odlingslotter samt hästhage och 1984 uppfördes Naturens Hus som är sedan 1997 kanslibyggnaden för Djurgårdsförvaltningen. 
Från skjutbanans tider existerar fortfarande ett högt stenpostament varifrån man sköt liggande mot nordost och målområdet, cirka 600 meter bort. Även delar av målområdet med sina vallar finns kvar likaså byggnaden där Skolungdomen i Stockholm skytteförening höll till. Restaurangen Skarpskytten brann ner 1960, på samma plats står idag Stora Skuggans Wärdshus.

## Bilder, skjutfältets rester

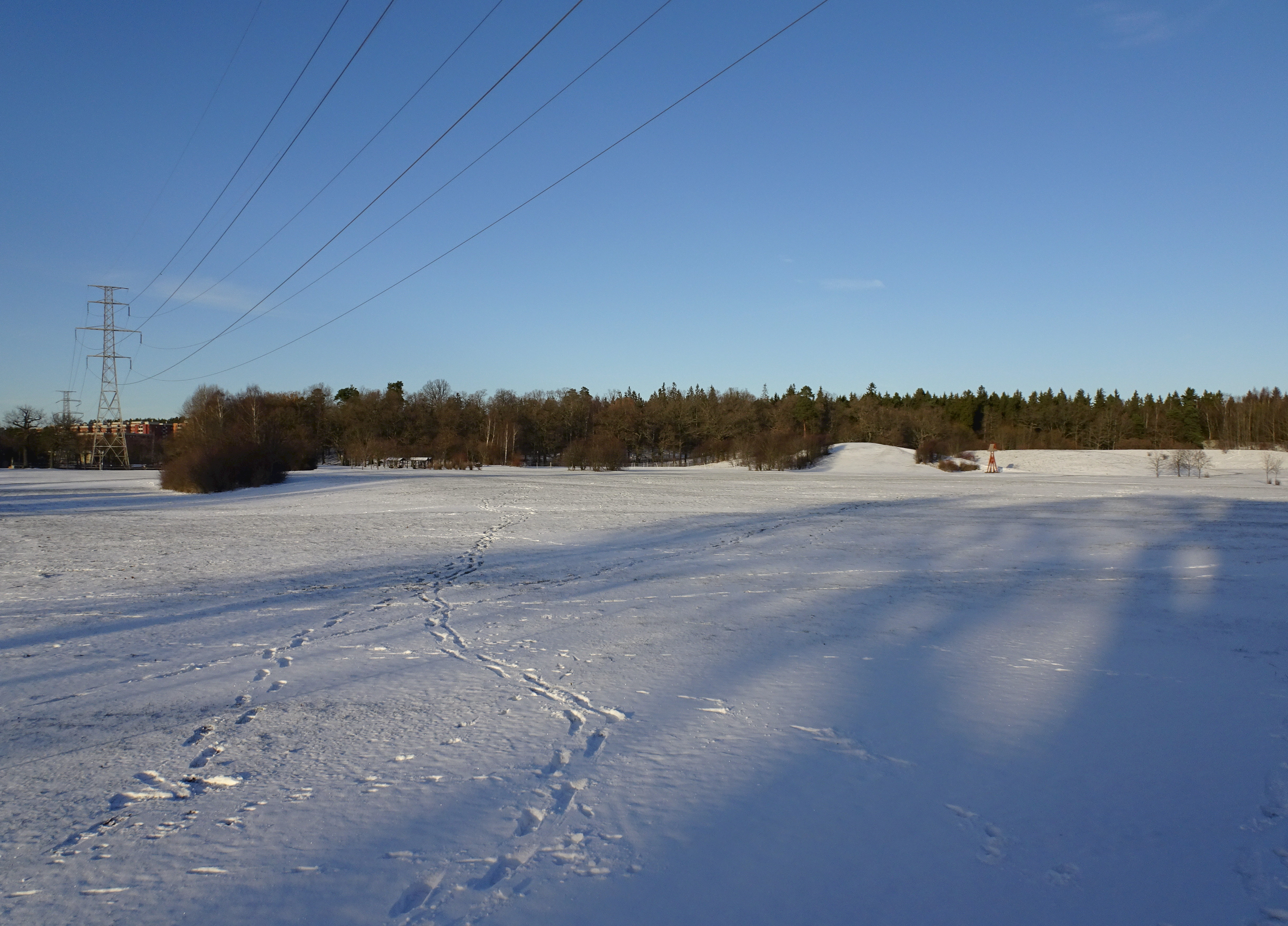
Vy mot norr över det tidigare skjutfältsområdet
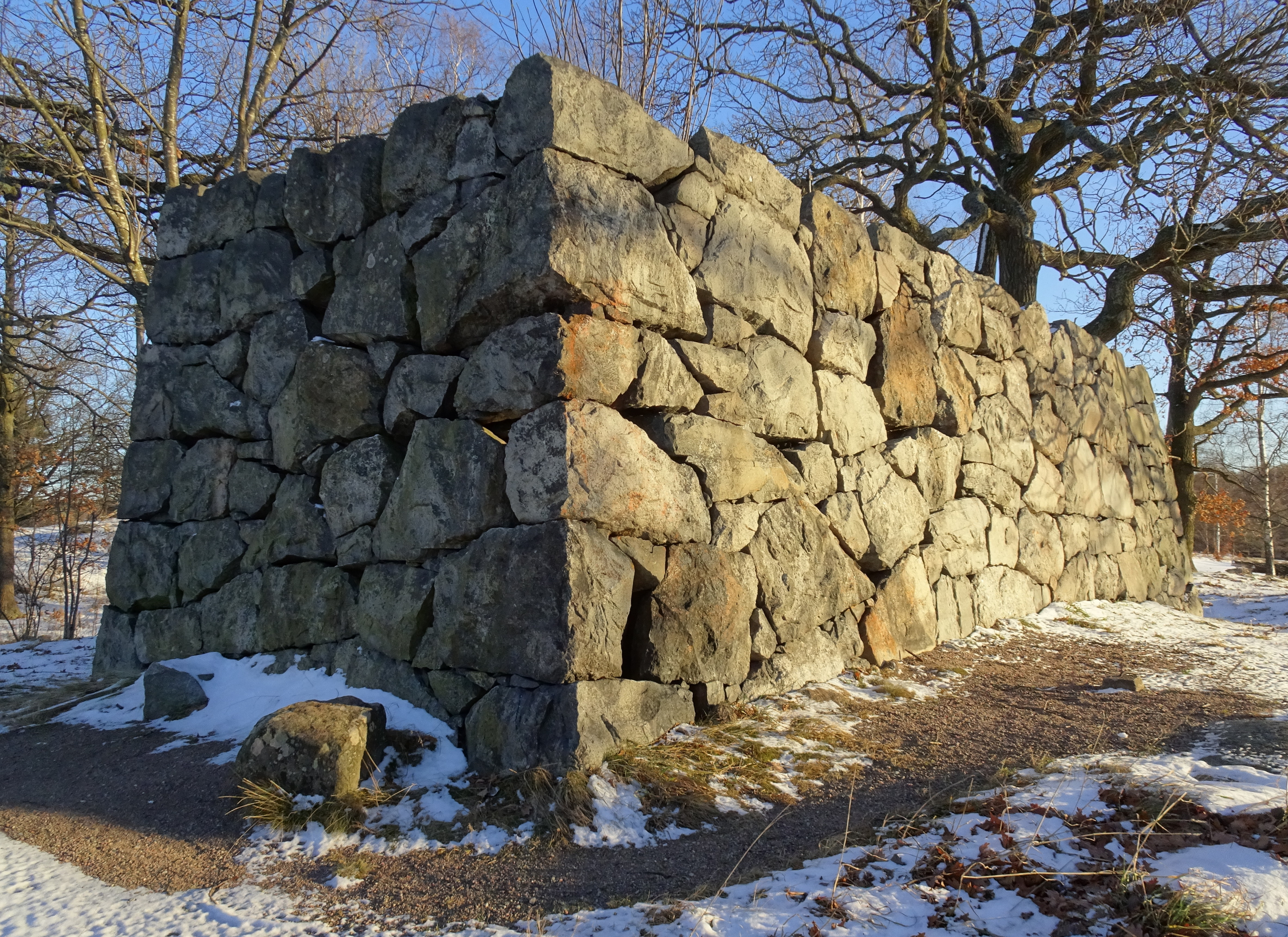
Stenmuren varifrån man sköt liggande ovanpå
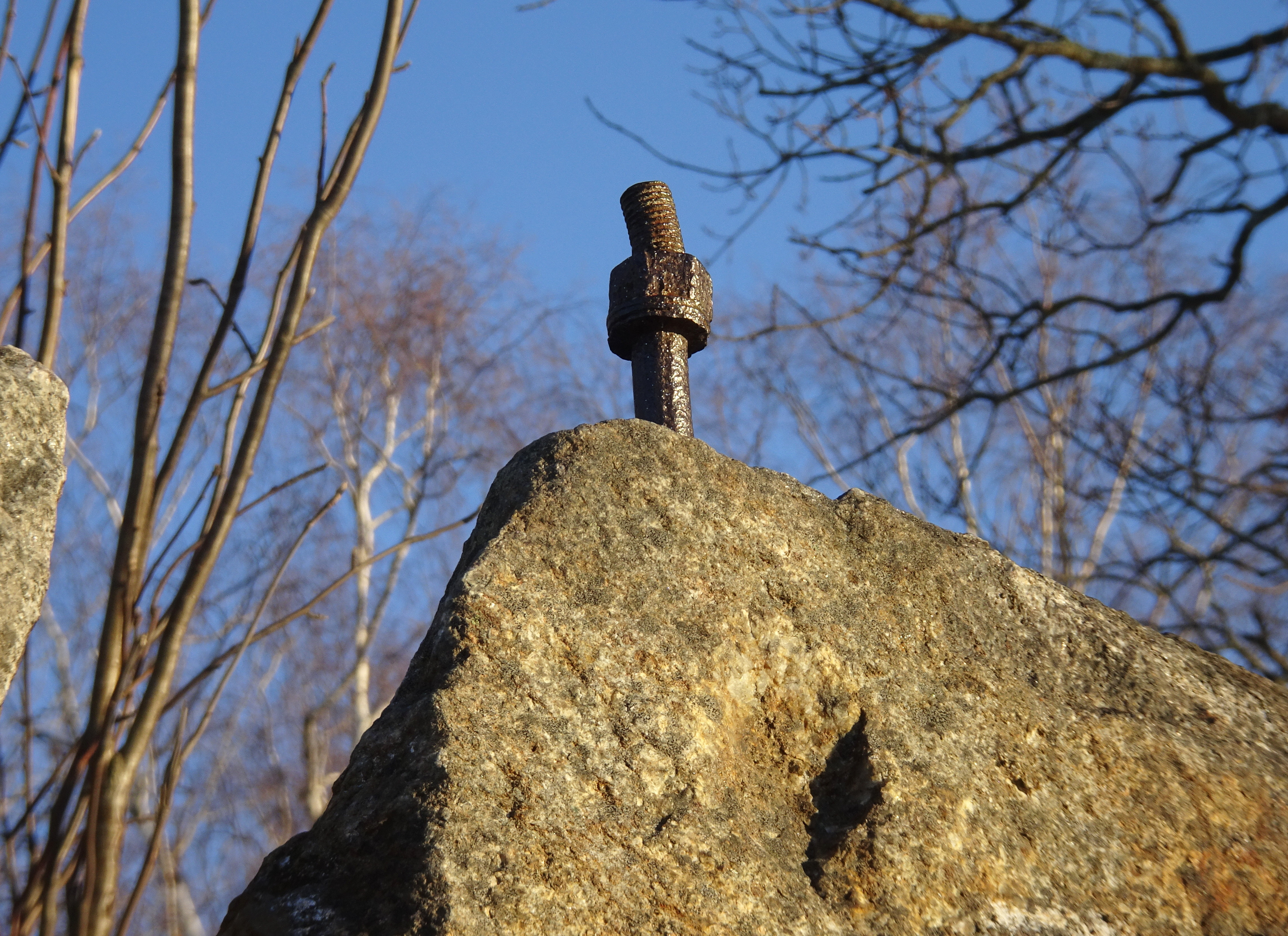
Stenmuren, detalj
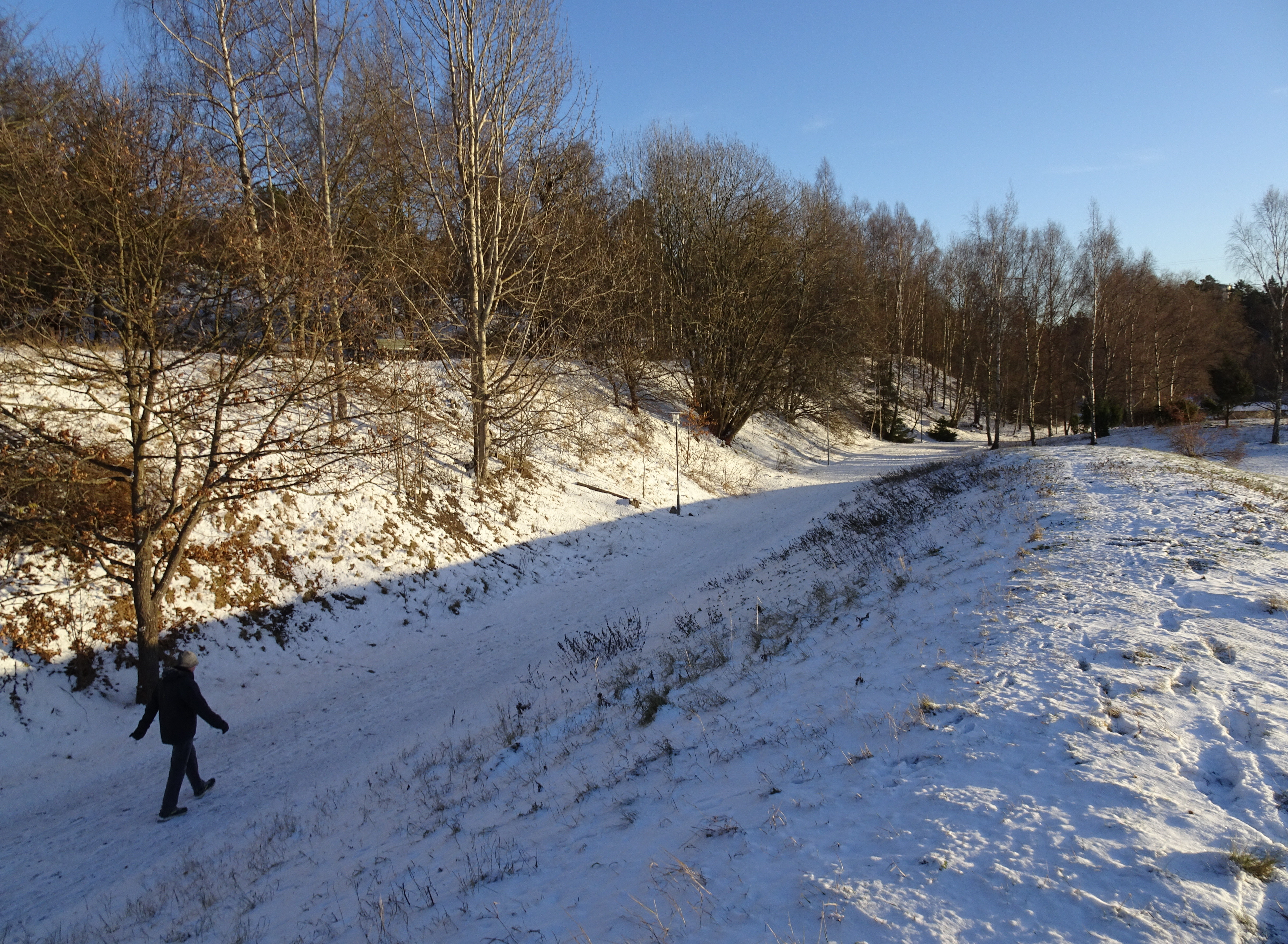
Målområdet med vallarna
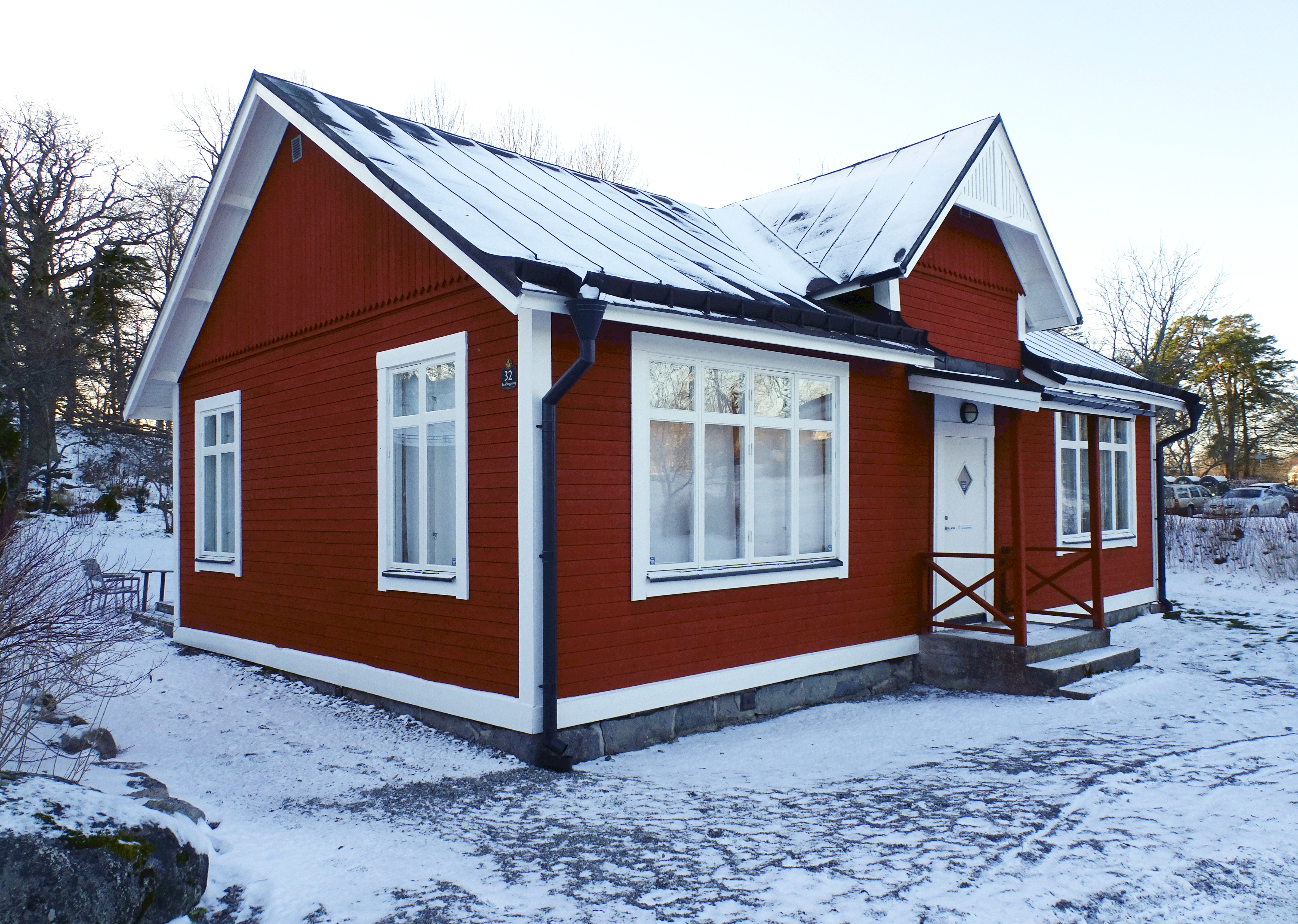
Byggnaden där skytteföreningens skolungdom höll till.

## Bilder, området idag

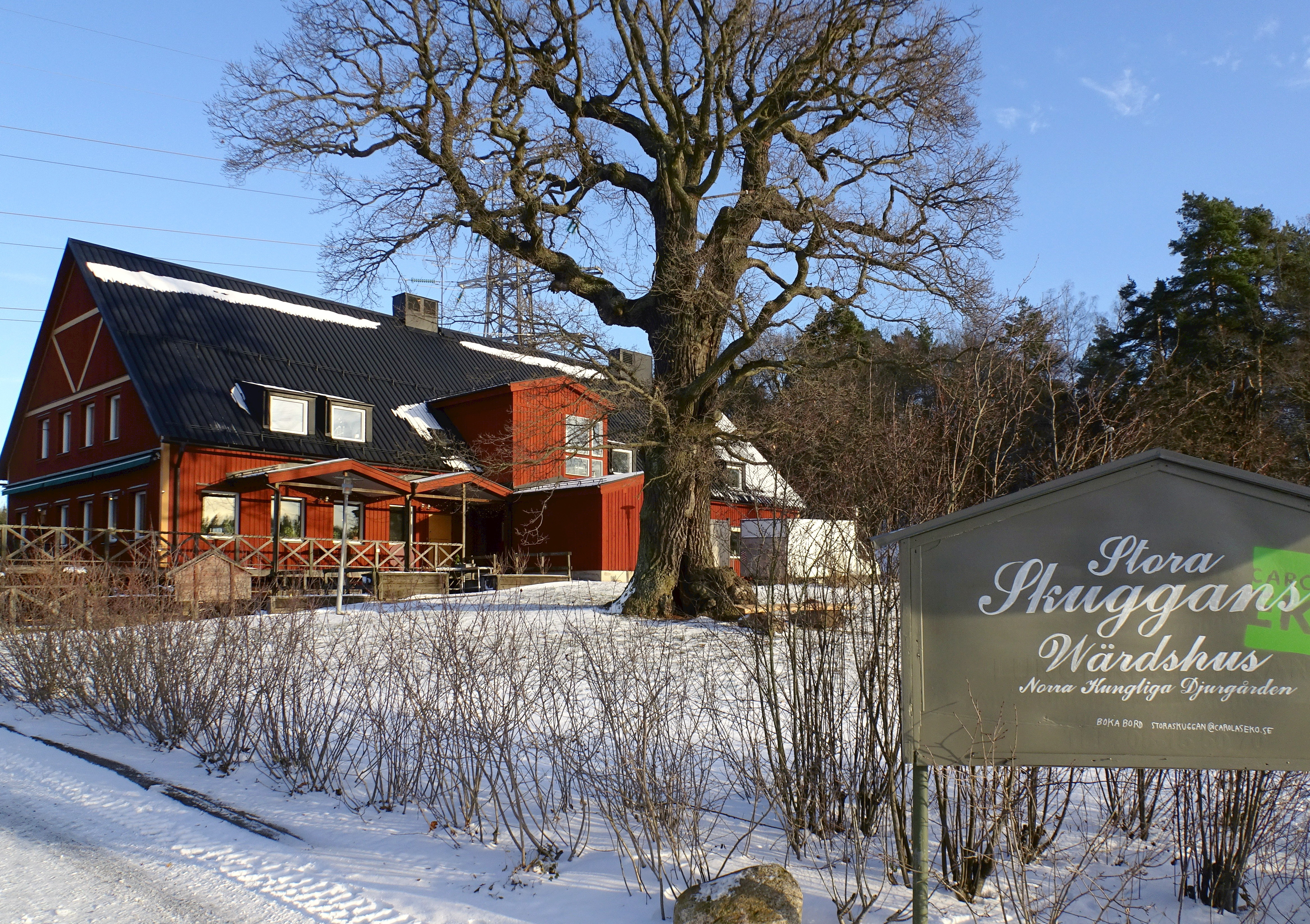
Stora Skuggans Wärdshus
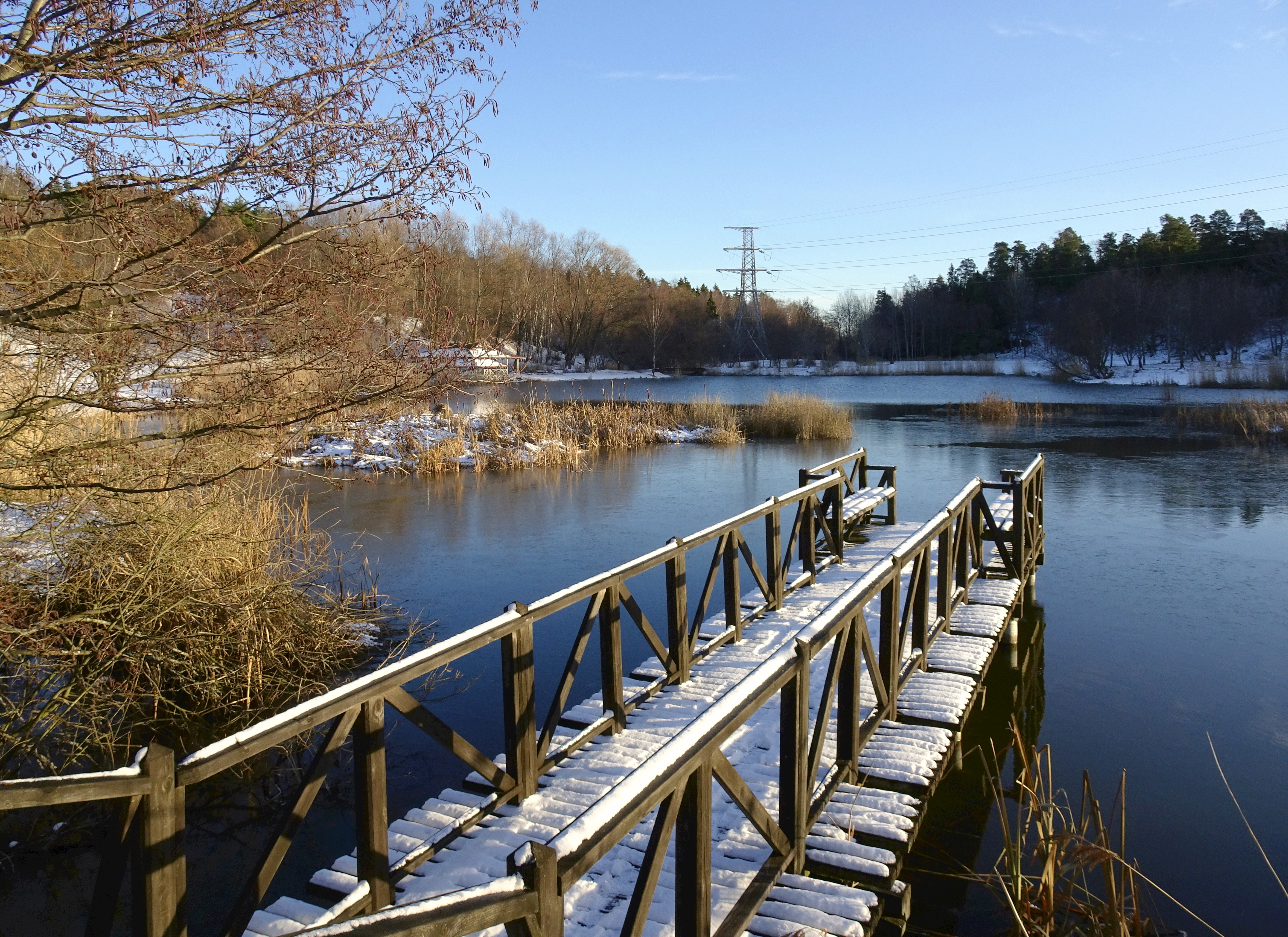
Solfångardammen
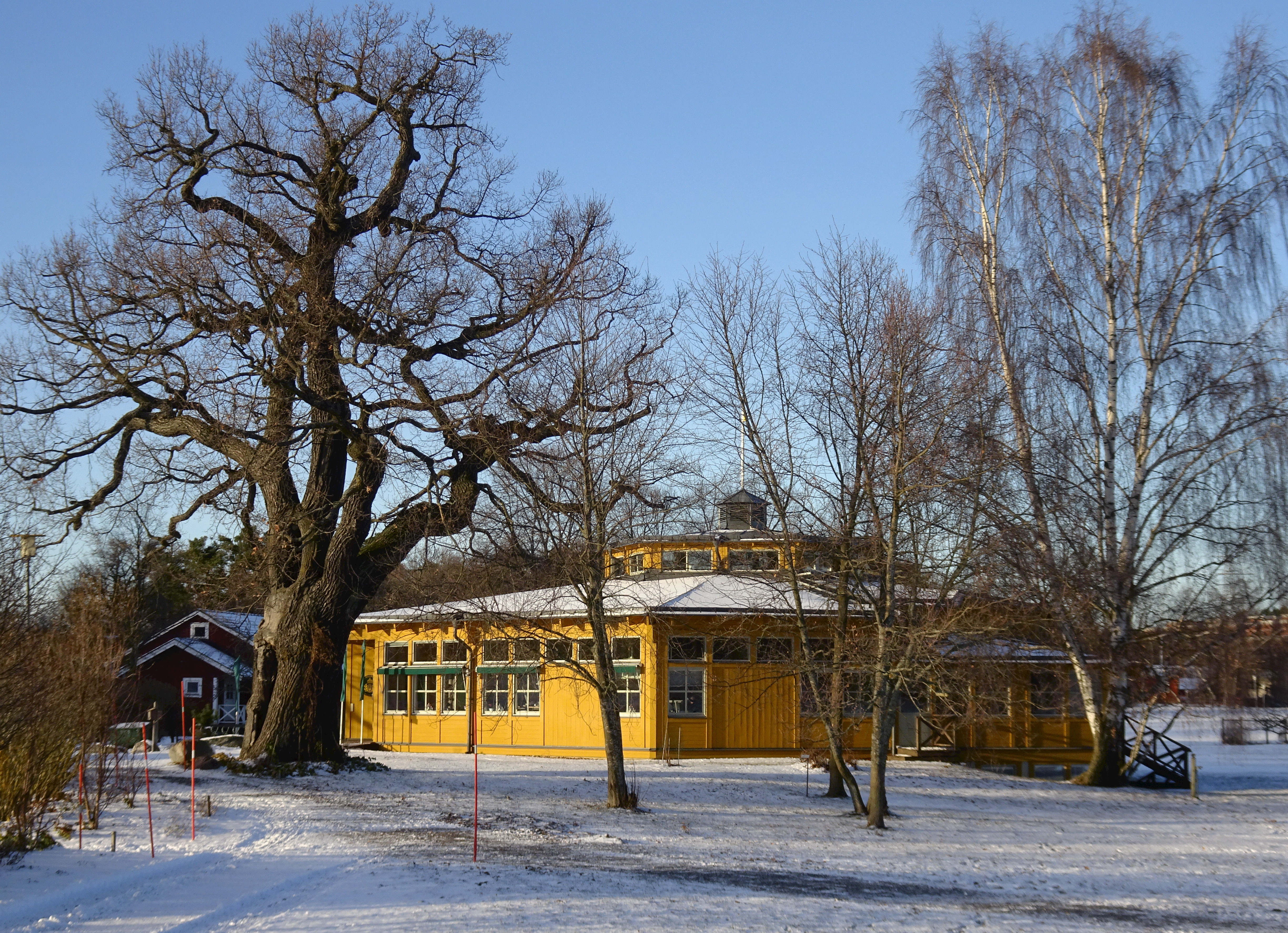
Djurgårdsförvaltningens byggnad
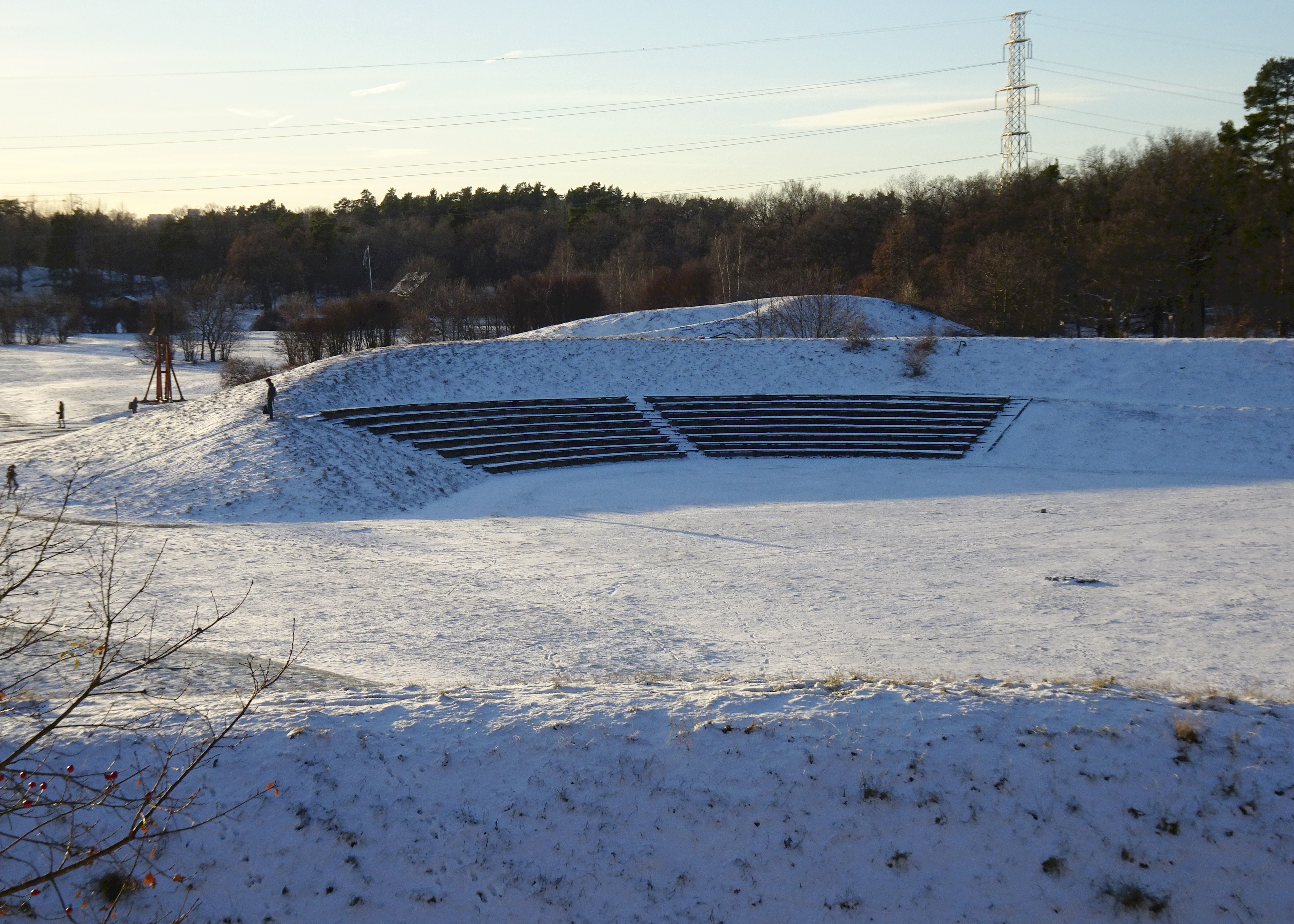
Amfiteatern
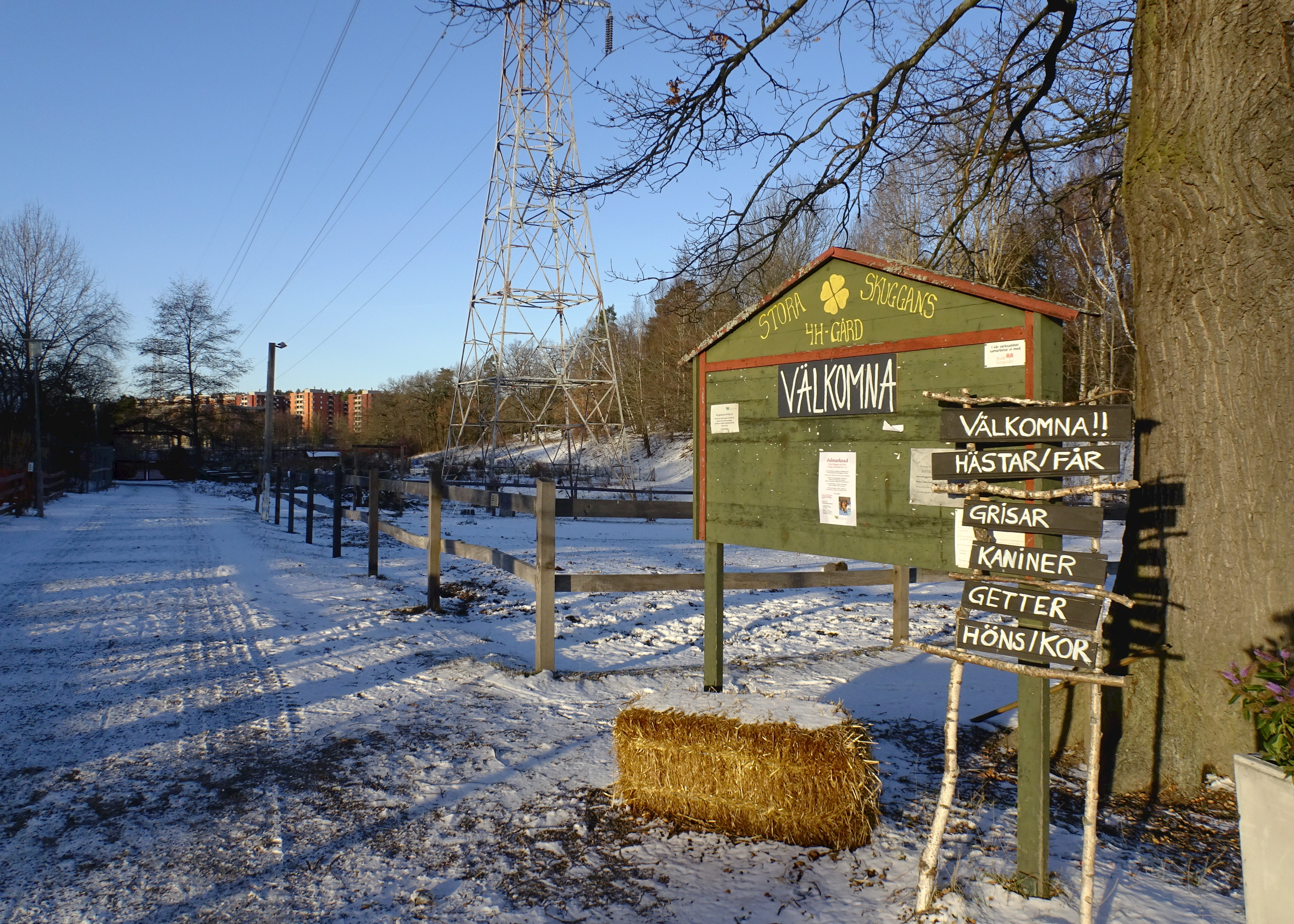
Stora Skuggans 4H-gård

## Andra nedlagda skjutbanor i Stockholm (urval)
- Kaknäs skjutbanor (nedlagd 1998)
- Söderskjutbanan (nedlagd 1984)
- Järva skjutfält (nedlagd 1970)